# 완도국제해조류박람회
완도국제해조류박람회(영어: Wando Seaweeds Expo)는 2014년도 첫번째 행사를 시작으로 3년마다 김, 미역, 다시마, 톳 등 해조류를 주제로 대한민국(大韓民國, Republic of Korea) 완도에서 열리는 세계 최초 '해조류 테마 국제박람회'이다.

## 마스코트와 심볼

### 마스코트
마스코트 해초와 미초는 완도 앞바다에 깔려있는 맥반석에 붙어 자라고 있는 해조류를 모티브로 표현하였다. 바다속에 사는 해조류의 모습을 꾸밈없고 정직한 모습 그대로를 요정으로 표현하여 완도군민들의 정서와 삶을 여과없이 담아낸 마스코트이다.

### 심볼
해조류와 바다를 모티브로 청정바다에 해조류가 자라고 있는 지구로 간결하고 표현하였고, 레드컬러는 홍조류, 해조류 산업발전, 그린컬러는 녹조류, 청정자연환경, 브라운컬러는 갈조류, 미래양식자원을 뜻하며 또한 해조류가 피어오르는 형태는 인류화합과 전 세계인의 축제 행사가 되고자 하는 개최염원을 담아 상징화하였다.

## 역대 해조류 박람회

### 2014년 개최
- 행사명: 2014완도국제해조류박람회(영어: Wando Seaweeds Expo 2014)
- 기간: 2014년 4월 11일 ~ 5월 11일 (31일간)
- 주제: 바다 속 인류의 미래, 해조류를 만나다! (영어: Discovery of future life, Seaweeds)
- 전시관: 주제관, 생태환경관, 건강식품관, 산업자원관, 해조류기업관
- 주최 및 주관: 전라남도 완도군, (재)완도해조류박람회조직위원회
- 후원: 문화체육관광부, 해양수산부, 식품의약품안전처, 한국관광공사, (사)한국조류학회, 한국수산무역협회
- 참여업체수 : 해조류 소재제품 생산업체 102개사(국내 86개사, 해외 16개사)[2]

#### 박람회기간중 사건
2014년 4월 16일 '세월호' 여객선 침몰 사고로 2014완도국제해조류박람회는 공연 및 모든 오락성 행사는 취소하고 관람위주의 행사로 진행되었다.

### 2017년 개최
- 행사명: 2017완도국제해조류박람회(영어: Wando Seaweeds Expo 2017)
- 기간: 2017년 4월 14일 ~ 5월 7일 (24일간)
- 주제: 바닷말의 약속, 미래에의 도전
- 전시관: 해조류이해관, 바다신비관(주제관), 건강인류관, 지구환경관, 미래자원관, 참여관
- 주최 및 주관: 전라남도, 완도군
- 주관: (재)완도해조류박람회조직위원회
- 후원: 해양수산부, 수협중앙회, NH농협은행, 한국농어촌공사, 한국농수산식품유통공사, 한국수산자원관리공단, 천안논산고속도로
- 참여업체수: 해외 바이어 37개사, 국내 수산물수출업체 38개사 참여)[3]

#### 2017년도 박람회 특징
5월 7일에 폐막한 2017완도국제해조류박람회는 국내외 937,000여명의 관람객이 박람회장을 다녀간 것으로 집게되었다. 전시관중 바다신비관과 건강인류관 미래자원관은 바지선을 이용하여 해상에 전시관을 설치하였고, 바다신비관에는 360도 워터스크린을 이용하여 해조류의 다양한 모습들 입체적으로 보여줬다. 또한 지구환경관에 가상현실(VR)시스템을 설치하여 관람객들이 바다속의 해조숲을 실제와 같이 생생하게 체험할 수 있도록 하였다.

## 같이 보기
- 세계박람회